# نيور
نيور (بالفرنسية:  تُنطق [اسمع في هذا المتصفح]Niort)‏ بلدية فرنسية تقع في إقليم دو سيفر التابع لمنطقة بواتو شارنت غرب فرنسا وهي مركز الإقليم والمدينة الكبرى فيه وسكانها حوالي 58.000 نسمة وفق تعداد 2011.

## جغرافيا
تقع مدينة نيور في جنوب غرب الإقليم على ثنية نهر السيفر النيورتي على حافة مستنقع بواتو.

## تاريخ
أصلا كان هناك مخاضة على نهر السيفر النيورتي وفي العصور القديمة استقر أول سكان المدينة حول هذه النقطة للتبادل بين الأرض والطريق النهري. وقد أظهرت الحفريات الأثرية نشاطا تجاريا كبيرا في هذا الوقت. في بداية العصور الوسطى تركز السكان على اثنين من التلال المطلة على النهر وهذا ربما لأسباب أمنية وفي الواقع غزا المدينة الفايكنغ القادمين من النهر ودمروها في عام 940.

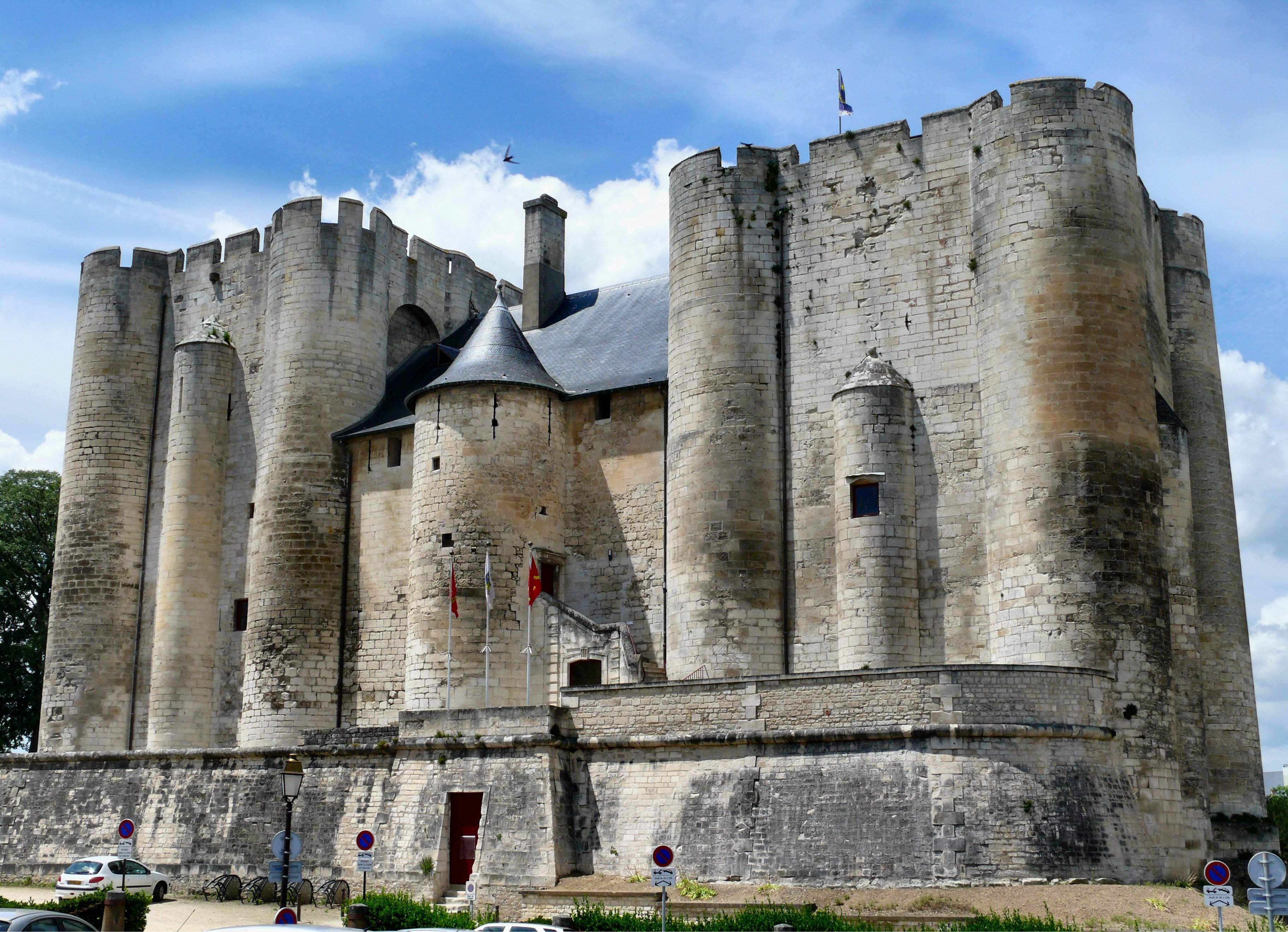
برج محصن مزدوج في وسط مدينة نيور

في العصور الوسطى المتوسطة كانت المدينة إقطاعية تابعة لدوق أكيتانيا والوريثة النهائية لهذا اللقب كانت إليانور آكيتيان (1122 – 1204). فحصن المدينة زوجها هنري الثاني ملك إنجلترا وابنها ريتشارد الأول ملك إنجلترا بقصر(لا يزال موجودا برجه) وأسوار طولها كان 2800 متر. فقد جون ملك إنجلترا أخو وخليفة ريتشارد الأول أكيتانيا في حربه مع الملك الفرنسي في بداية القرن الثالث عشر وما زالت نيور مدينة تابعة للمملكة الفرنسية حتى حرب المئة عام عند ما خضعت لسلطة ملك إنجلترا من 1360 إلى 1372.

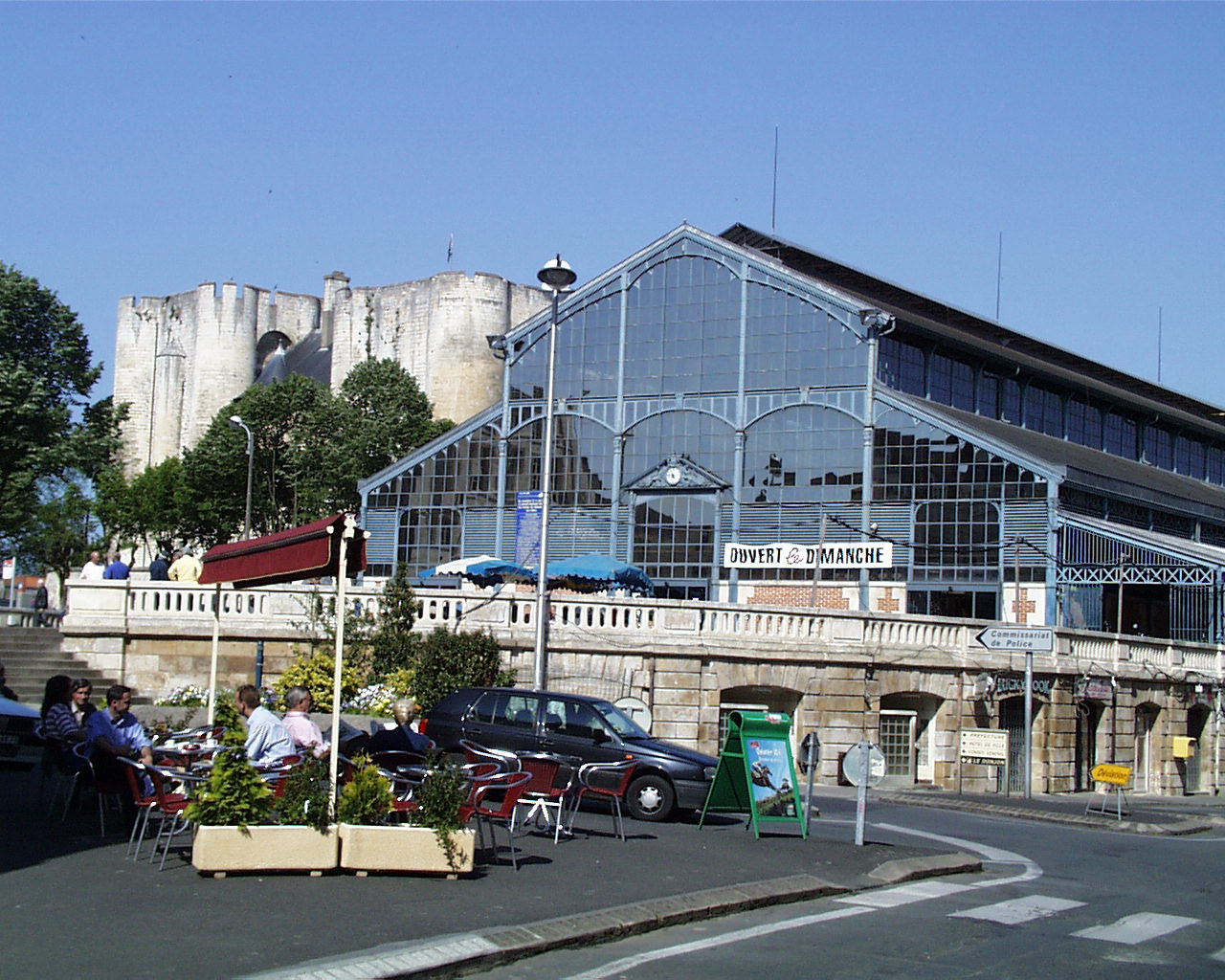
السوق المركزي في البلدية

في القرن الرابع عشر كانت نيور معروفة بدباغيها وتجار القماش. في نهاية العصور الوسطى تم بناء ميناء على النهر الذي ربط المدينة بالمحيط الأطلنطي وشجع تنميتها التجارية. بالإضافة إلى الجلود والقماش كانت ترسل إلى مقاطعة فلانديرز وإسبانيا الملح والسمك والقمح والصوف. وفي نفس الوقت كان سكان المدينة يفتخرون ويستفيدون من معارض وأسواق ذات قاعات تعتبر من الأجمل في المملكة.
في القرن السادس عشر ومع تطوير الإصلاح البروتستانتي أصبحت نيور مدينة بروتستانتية وكاثوليكية بشكل متردد ومتكرر خلال حروب فرنسا الدينية. بغرم من انتصار التيار الكاثوليكي في بداية القرن السابع عشر ما زال البروتستانتيون موجودين وفعالين في المدينة ولكن مع الاضطهاد العسكري هاجر الكثير منهم إلى كندا. والنتيجة كانت تنمية تجارة الجلود والفرو القادمة من تلك المنطقة إلى ميناء نيور. لكن إلغاء عفو البروتستانتيين من قبل لويس الرابع عشر في القرن السابع عشر وفقدان كندا في القرن الثامن عشر أديا إلى انهيار هذه التجارة.
تحت سلطة نابليون الأول استفادت نيور من تحويل النهر لتعزيز دوره كممر مائي ومن طلبات الجيش للجلود المصنوعة فيها.

## توأمة
لنيور اتفاقيات توأمة مع كل من:
- لانغهفيزن
- اتكابامي
- كوبورغ (1974 -)
- Wellingborough [الإنجليزية]‏
- شبرينغه
- توميلوسو
- خيخون
- بيالا بودلاسكا (26 مايو 1999 -)[8]
- فارن

## أعلام
- ماتياس إينار
- مدام دو مانتينون
- هنري جورج كلوزو
- إدوارد ستيفان
- إتيان كابو